# Польський добровольчий корпус
Польський добровольчий корпус (скорочено ПДК, пол. Polski Korpus Ochotniczy) — військовий підрозділ Збройних сил України, сформований у лютому 2023 року для захисту України від повномасштабного російського вторгнення під час російсько-української війни. Корпус сформовано з польських добровольців, які воюють на боці України.

## Опис
Військове формування являє собою спецпідрозділ, що виконує розвідувально-диверсійні завдання, до його складу входять ветерани армійських підрозділів спецпризначення і звичайні добровольці з Польщі. Підрозділ незалежний від Інтернаціонального легіону ТрО України і підпорядковується безпосередньо Міністерству оборони України.

## Символіка
Польський добровольчий корпус обрав своїм покровителем поручника Юзефа Сила-Новицького, який 1920 року створив Добровольчий кінний дивізіон (пол. Dywizjon Jazdy Ochotniczej), відомий, як дивізіон «гусари смерті», що входив до складу кінних підрозділів Війська Польського Другої Польської Республіки. Емблема підрозділу нагадує нагрудний знак польських гусарів. Цей підрозділ складався тільки з добровольців. Він брав участь у боях із більшовиками під час радянсько-польської війни.

## Історія

### Рейд на Бєлгородщину
4 червня 2023 року разом з представниками РДК та Легіоном «Свобода Росії» здійснювали логістичну та медичну підтримку бойових дій на території Бєлгородської області, перебуваючи в межах державного кордону України.
Польські добровольці забезпечують конвоювання полонених, військову та медичну логістику, але виключно на території України.